# Quân khu Thành Đô
Quân khu Thành Đô (giản thể: 成都军区; phồn thể: 成都軍區; bính âm: chéngdū jūnqū
là một trong 7 đại quân khu của Quân Giải phóng Nhân dân Trung Quốc, bao gồm Trùng Khánh, Tứ Xuyên, Vân Nam, Quý Châu và Khu tự trị Tây Tạng (ngoại trừ địa khu Ngari ở phía tây bắc). Quân khu Vân Nam đã được sáp nhập vào Quân khu Thành Đô vào giữa thập kỷ 1980.
Quân khu gồm 2 tập đoàn quân số 13 và 14, lữ đoàn vùng núi Tây Tạng số 52 và 53. Viện nghiên cứu chiến lược quốc tế ước tính quân khu có khoảng 180.000 người, với bốn sư đoàn bộ binh cơ giới, một bộ phận pháo binh, hai lữ đoàn thiết giáp, một lữ đoàn pháo binh, và hai lữ đoàn phòng không. Ngoài ra, quân khu còn bao gồm:

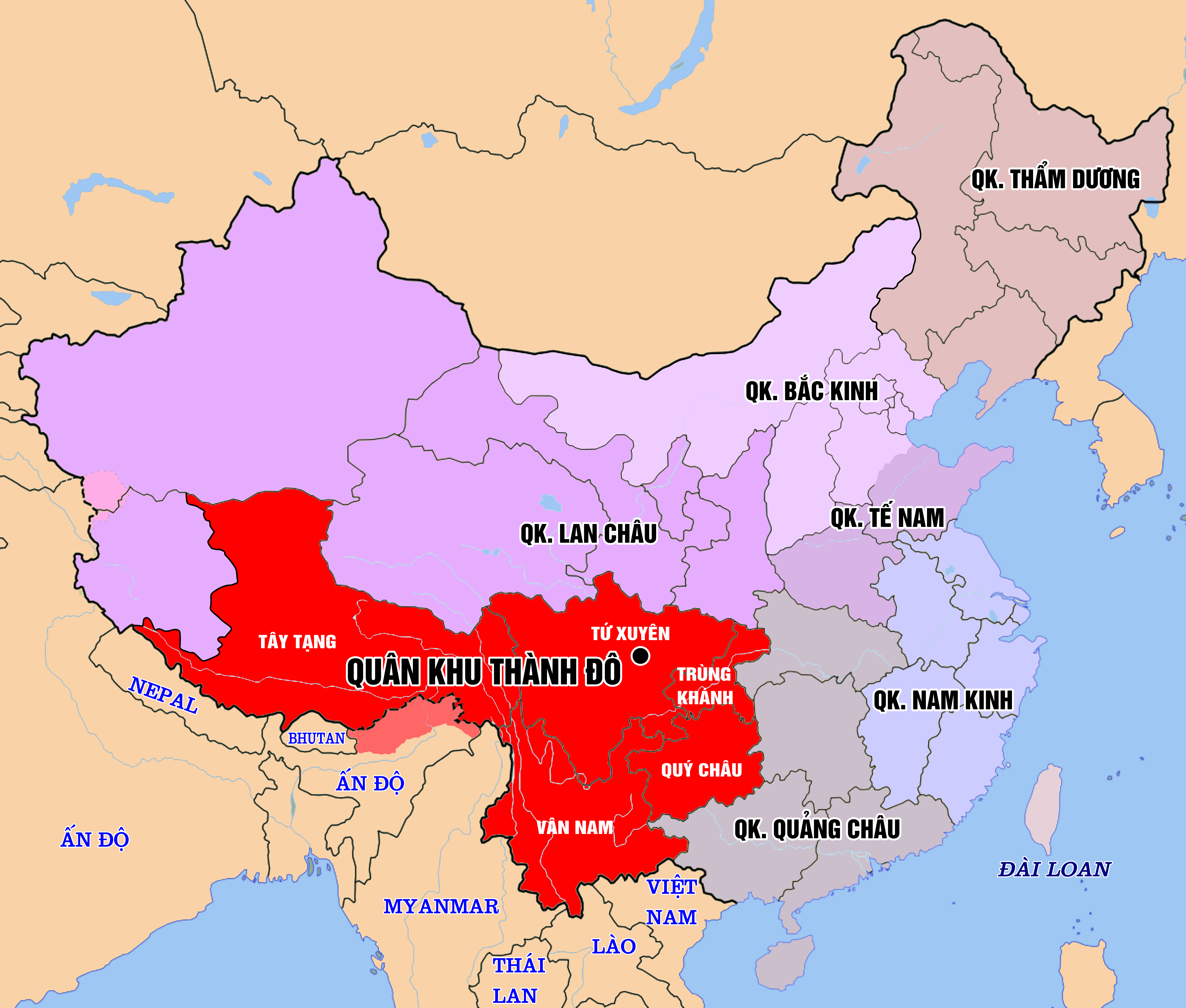
Quân khu Thành Đô

- Quân khu Tỉnh Tứ Xuyên
- Quân khu Tây Tạng
- Quân khu Tỉnh Quý Châu

## Lãnh đạo qua các thời kỳ
| - Hạ Bỉnh Viêm 1955~1960 - Hoàng Tân Đình 1960.8~1967.3 - Lương Hưng Sở 1967.3~1972. - Tần Cơ Vĩ 1973. ~1975.10 - Lưu Hưng Nguyên 1975.10~1977.9 - Ngô Khắc Hoa 1977.9~1979.1 - Vưu Thái Trung 1980.1~1982.10 - Vương Thành Hán 1982.10~1985.6 - Phó Toàn Hữu - Trương Thái Hằng - Lý Cửu Long - Ngôi Phúc Lâm - Liêu Tích Long - Vương Kiến Dân - Lý Thế Minh - Lý Tác Thành 2013.7~2016.1 | - Lý Tỉnh Tuyền - Quách Lâm Tường - Liệu Chí Cao - Cam Vị Hán - Trương Quốc Hoa - Trần Nhân Kì - Tạ Gia Tường - Tạ Chính - Lưu Hưng Nguyên (1972.3~1975.10) - Quách Lâm Tường - Lý Đại Chương - Trần Tiên Thụy - Triệu Tử Dương - Khổng Thạch Tuyền - Chung Hán Hoa - Từ Lập Thanh - Đàm Khải Long - Vạn Hải Phong - Cốc Thiện Khánh - Trương Công - Trương Chí Kiên - Dương Đức Thanh - Lưu Thư Điền - Trương Hải Dương - Điền Tu Tư - Chu Phúc Hi |